# Mike Glemser
Mike Glemser (* 25. Oktober 1997 in Stuttgart) ist ein ehemaliger deutscher Eishockeyspieler.

## Karriere
Der 1997 in Stuttgart geborene Mike Glemser hat früh in seiner Kindheit das Eishockeyspielen erlernt und verbrachte seine Jugend bei den Eishockeyklubs SC Bietigheim-Bissingen und beim Kölner EC. Auch in der deutschen U20-Nationalmannschaft kam Glemser zum Einsatz, ehe er nach jeweils einjährigen Engagements im Profibereich bei den Dresdner Eislöwen in der DEL2 in der Saison 2017/18 und dem SC Riessersee aus der drittklassigen Oberliga in der Spielzeit 2018/19 nach Hannover zu den beiden Hannoveraner Klubs Indians und Scorpions wechselte. Dort war er zwischen 2019 und 2021 in zwei Spielzeiten ebenfalls in der Oberliga aktiv.
Anschließend konnte Glemser bei den Moskitos Essen für die Saison 2021/22 in der Oberliga auflaufen, bevor ihn – nach einem kurzen Intermezzo beim VER Selb – die Starbulls Rosenheim, für die Spielzeit 2022/23 ebenfalls für die Oberliga verpflichteten. Am 3. Februar 2023 erlitt Glemser in dem Oberligaspiel gegen den SC Riessersee nach einem Sturz in die Bande sehr schwere Verletzungen im Wirbelsäulenbereich. Nach der Erstversorgung auf dem Eis wurde er in das nahegelegene Unfallklinikum Murnau gebracht, wo eine Querschnittlähmung diagnostiziert wurde. Glemser ist ab der Halswirbelsäule abwärts gelähmt, aufgrund dessen er weder seine Beine noch Arme bewegen kann. Im August 2024 verklagte er seinen Gegenspieler auf Schmerzensgeld.